# Hermitage (Wein)
Der Hermitage ist einer der berühmtesten Weine Frankreichs. Er wächst am gleichnamigen Zeugenberg auf dem orographisch linken Ufer der Rhône, gut 80 Kilometer südlich der Stadt Lyon. Das Gebiet der Appellation umfasst Teile dreier Gemeinden des Départements Drôme: Tain-l’Hermitage, Crozes-Hermitage und Larnage. Hermitage ist das einzige Weinbaugebiet des nördlichen Rhônetals, dessen Rot- und Weißweine gleich hohes Ansehen genießen. Im Jahr 2022 wurden auf 136 ha Anbaufläche 4155 Hektoliter Wein erzeugt. Davon entfielen 69 Prozent auf Rot- und 31 Prozent auf Weißwein. Nicht verwechselt werden darf er mit dem benachbarten, aber weit weniger noblen Crozes-Hermitage.

## Boden und Klima

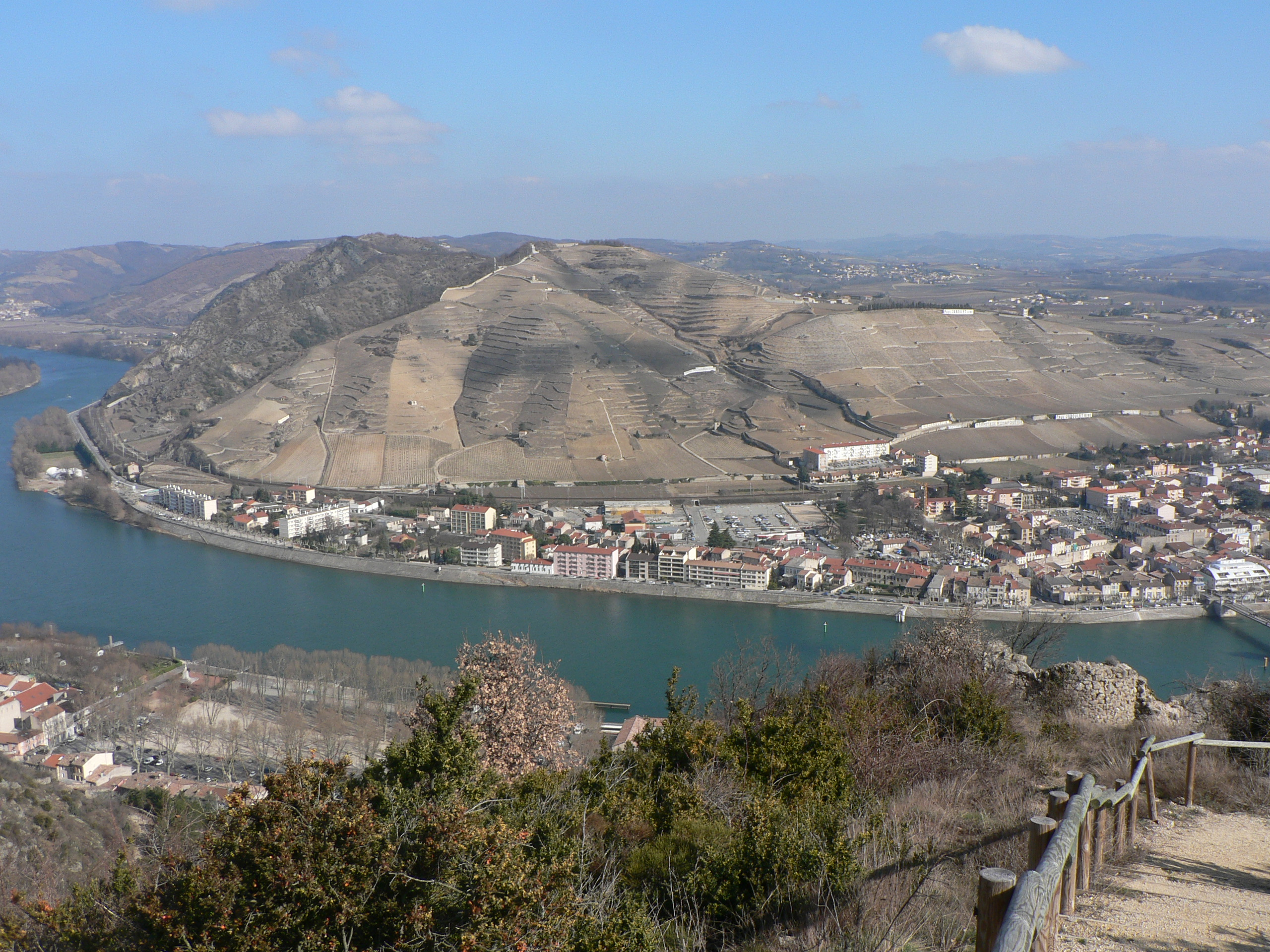
Der Hermitage-Hügel vom gegenüberliegenden Tournon-sur-Rhône aus gesehen

Der Hermitage-Hügel entstand in der Eiszeit, als sich die Rhône nach einem raschen Absinken des Meeresspiegels einen Durchbruch durch diesen östlichen Ausläufer des Zentralmassivs schuf. Trotz der geringen Ausdehnung ist der Hermitage geologisch sehr verschiedenartig. Im höchsten, westlichen Teil besteht der Boden aus Granit, der zu feinem Lehm verwittert. Der östliche, größere Teil des Hanges wird dagegen in der Mitte von Geröll aus Sand und Kalkstein gebildet, das die Rhône aus den Alpen herantransportiert hatte. Am Fuß des Hanges finden sich jüngere Sedimente aus der Würmeiszeit. Die höchsten Stellen sind wiederum mit Löß bedeckt. Um die dünnen Bodenschichten vor dem Abrutschen zu sichern, wurden Mauern aus Kalkstein angelegt.
Im nördlichen Rhônetal mischen sich kontinentales und mediterranes Klima. Letzteres übt am Hermitage einen stärkeren Einfluss aus als weiter nördlich an der Côte-Rôtie. Dazu kommt sein äußerst günstiges Mikroklima – der Hermitage bietet eine ideale Südausrichtung bei gleichzeitigem Schutz vor kalten Nordwinden. Die Niederschläge sind ausreichend, mitunter aber sehr heftig, weshalb ein aufwändiges System von Drainagen angelegt wurde.

## Lagen und Weine
Der aus der Syrah gewonnene Rotwein von Hermitage ist der mächtigste und langlebigste des nördlichen Rhônetals. Er ist von tiefer Farbe und entwickelt komplexe Aromen (hauptsächlich rote und schwarze Früchte, Gewürzen und – bei fortgeschrittener Alterung – Waldboden). Im Mund wirkt er zugleich kraftvoll und mild. Er wird grundsätzlich mit langer Maischegärung bereitet und traditionell in Holzfässern ausgebaut. Teilweise werden neue Barriques verwendet. Ein roter Hermitage verlangt mindestens fünf, besser zehn Jahre Flaschenreife. Große Jahrgänge bauen mehrere Jahrzehnte lang aus.
Weiße Rebsorten sind Marsanne und Roussanne, wobei erstere aufgrund ihres zuverlässigeren Ertrags dominiert. Der weiße Hermitage ist sehr körperreich, aromatisch und voller Finesse. Trotz der niedrigen Säurewerte ist er sehr lagerfähig. Große Jahrgänge entwickeln sich bis zu 30 Jahre lang in der Flasche und entwickeln vielschichtige Fruchtaromen. Der Basis-Ertrag liegt bei niedrigen 40 hl/ha. Eine Besonderheit ist der Strohwein, der seit Anfang der Achtzigerjahre wieder produziert wird mit sehr niedrigen Erträgen von 15 hl/ha.
Die unterschiedlichen Böden haben zu einer Einteilung in rund 20 Einzellagen geführt. Diese wurden früher kaum auf dem Etikett angegeben, da Hermitage-Weine typischerweise Cuvées aus mehreren Lagen waren. Seit Ende der 80er Jahre sind einige Erzeuger dazu übergegangen, auch Einzellagenweine anzubieten (Chapoutier Méal, Delas Bessards) Die wichtigsten sind:
- Les Bessards: Steillage mit Granitverwitterungsboden im Westen des Berges; liefert die kraftvollsten und langlebigsten Rotweine
- Le Méal: Ideale Ausrichtung in der Hangmitte mit hohem Kiesel- und Sandanteil; ergibt feine, komplexe und harmonische Rot- und Weißweine
- L’Hermite: Oberhalb von Le Méal auf kalkhaltigerem Lößboden gelegen; weniger komplexer Rotwein, aber hervorragender Weißwein
- Les Greffieux: Lehmiger von großen Kieseln durchsetzter Boden am Fuß des Hügels; feine und aromatische Rotweine
- Rocoule: Ähnlicher Boden wie Le Méal; hervorragende Weiße und sehr gute Rotweine
- Les Murets: Sandig-steiniger Boden im Osten des Hügels; vielschichtige Weißweine

Die Erzeugervereinigung von Hermitage besitzt 18 Mitglieder, darunter die Genossenschaft La Cave de Tain, die mit 20,7 ha eigener Rebfläche und 9,75 ha von 14 zuliefernden Winzern jährlich über ein Viertel des gesamten Hermitage Weines erzeugt. Besonderen Ruf genießen die Weine von Jean-Louis Chave, Maison Châpoutier, Delas Frères, Bernard Faurie, Paul Jaboulet Ainé und Marc Sorrel. Die Cuvées Le Pavillon (aus Les Bessards) von Châpoutier sowie La Chapelle (in einer jedes Jahr verschiedenen Zusammensetzung aus Méal (mind. 25 %), Bessards, Greffieux, Rocoules, La Croix und Diognières) von Jaboulet Ainé haben von Robert Parker jeweils mehrfach die Höchstbewertung von 100 Punkten in seiner Weinbewertung erhalten. Der legendäre Jahrgang 1961 des La Chapelle ist heute einer der teuersten Weine der Welt (bei einer Christie’s Versteigerung wurden 2007 12 Flaschen für über 173.000 € verkauft). Damit gehört er aber auch zu den Weinen, die am häufigsten gefälscht werden.

## Geschichte

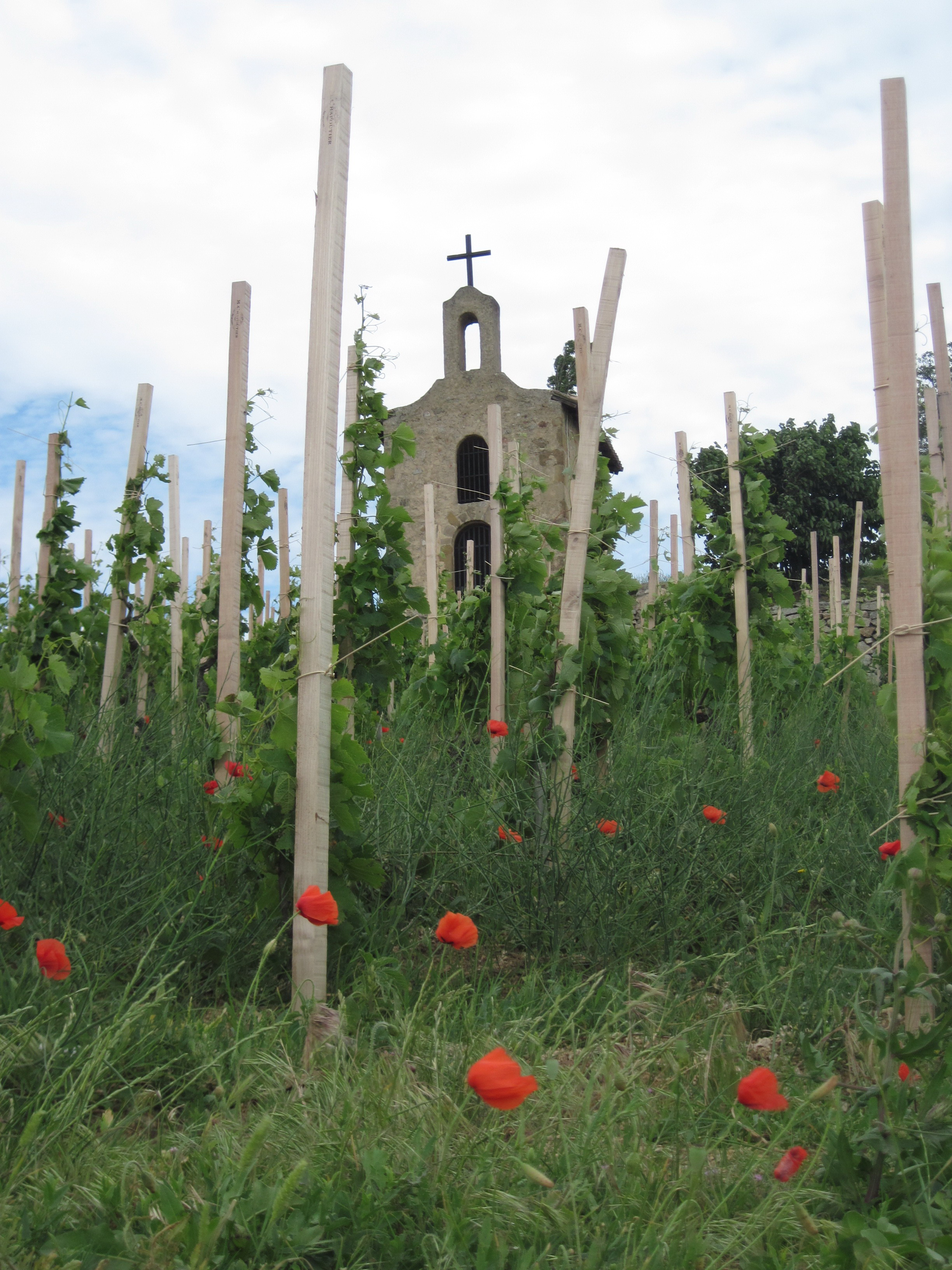
La Chapelle: Namensgebende Kapelle aus dem 17. Jhd.

Der Weinbau am Hermitage reicht mit Sicherheit in die römische Zeit zurück. Bereits Strabon berichtete im Jahr 38 n. Chr., dass die Ufer der Rhône von Reben bedeckt seien. Auf dem Gipfel des Hermitage stand ein Herkulestempel. Nach der Zerstörung im frühen Mittelalter wurde er durch eine Christophoruskapelle ersetzt. Der Legende nach ließ sich dort 1224 der Kreuzritter Gaspard de Sterimberg als Eremit nieder und begann, den Hügel wieder zu bepflanzen. Der Ruf des Weines verbreitete sich durch die vielen Reisenden, die hier auf dem Weg von Lyon ans Mittelmeer Zwischenstation machten. Er wurde schon im 17. Jahrhundert nach ganz Europa exportiert, so auch an den Hof der russischen Zaren. So wurde auch dem französischen Präsidenten Émile Loubet 1902 bei seinem Staatsbesuch in Russland Hermitage kredenzt.
Im Jahr 1937 wurde die Appellation Hermitage Contrôlée ins Leben gerufen. Bemerkenswert ist, dass ihre Abgrenzung seitdem unverändert geblieben ist. Heute sind 70 % der Rebfläche im Besitz der vier größten Erzeuger.